# Mr. Bean
Mr. Bean es un personaje creado e interpretado por el actor británico Rowan Atkinson, que ha protagonizado una serie de televisión homónima, una serie animada y dos largometrajes: Bean (1997) y Las vacaciones de Mr. Bean (2007). La comedia de situación consta de 15 episodios que fueron coescritos por Atkinson junto con Richard Curtis y Robin Driscoll; para el piloto, fue coescrito por Ben Elton. La serie se transmitió originalmente en ITV, comenzando con el piloto el 1 de enero de 1990 y terminando con "The Best Bits of Mr. Bean" el 15 de diciembre de 1995.
Los chistes del personaje radican en que tiene alma y gestos torpes de un niño; apenas habla, ya que se expresa generalmente con mímica; y se caracteriza por la torpeza y la inocencia con las que se mete en situaciones complicadísimas, de las que luego sale con ingenio y egocentrismo.
Durante su funcionamiento original de cinco años, Mr. Bean fue aclamado ampliamente y atrajo a grandes audiencias televisivas. Desde entonces, la serie se ha vendido en 245 territorios en todo el mundo. El programa tiene un gran atractivo en cientos de territorios en todo el mundo porque, además de la aclamación de su ejecución original, utiliza muy pocos diálogos inteligibles, lo que lo hace accesible para personas que saben poco o nada de inglés.

## Origen
El personaje de Mr. Bean se desarrolló mientras Rowan Atkinson estudiaba su maestría en ingeniería eléctrica en The Queen's College, Oxford. Un boceto de Bean se mostró en el Fringe de Edimburgo a principios de la década de 1980. Un personaje similar llamado Robert Box, también interpretado por Atkinson, apareció en la comedia de situación única de ITV de 1979 Canned Laughter, que también presentaba rutinas utilizadas en la película en 1997. 
Una de las primeras apariciones de Bean ocurrió en el festival de comedia "Just for Laughs" en Montreal, Quebec, Canadá en 1987. Cuando los coordinadores del programa lo programaron en el programa del festival, Atkinson insistió en que actuara en el proyecto de ley de habla francesa en lugar del de habla inglesa. Al no tener ningún diálogo en francés en su acto, los coordinadores del programa no podían entender por qué Atkinson quería actuar en el proyecto de ley francés. Al final resultó que, el acto de Atkinson en el festival fue una plataforma de prueba para su personaje y quería ver cómo le iría a la comedia física de su personaje en un escenario internacional con una audiencia que no habla inglés. 
El nombre del personaje no se decidió hasta después de que se produjo el primer episodio; Se exploraron varios otros nombres con influencia vegetal, como "Mr. Coliflor".  Atkinson citó al anterior personaje de comedia Monsieur Hulot, creado por el comediante y director francés Jacques Tati, como una influencia en el personaje.  Atkinson también citó la influencia de Peter Sellers, quien previamente había interpretado personajes similares de "tontos torpes", en particular Hrundi Bakshi en The Party (1968) y el Inspector Clouseau en las películas de La pantera rosa. Estilísticamente, Mr. Bean también es similar a las primeras películas mudas, y se basa únicamente en la comedia física con Mr. Bean hablando muy poco diálogo (aunque al igual que otras comedias de situación de acción en vivo durante este período, presentaba una pista de risa). Esto ha permitido que la serie se venda en todo el mundo sin cambios significativos en el diálogo.  En noviembre de 2012, Atkinson le dijo a The Daily Telegraph sobre sus intenciones de retirar al personaje, afirmando que "alguien de cincuenta años siendo infantil se vuelve un poco triste". En 2016, sin embargo, Atkinson cambió de opinión al decir que nunca se retiraría interpretando a Mr. Bean.

## Personajes y accesorios
- Mr. Bean: (Rowan Atkinson) es el protagonista de la serie. Un extraño, simpático  y solitario personaje.[5] Es torpe a más no poder, y sus situaciones son muy cómicas. Mr. Bean raras veces habla, y cuando lo hace, por lo general sólo son unas pocas palabras murmuradas en tono bajo y cómico. El humor viene en gran parte de soluciones originales (y muchas veces absurdas) a los problemas y que, no pocas veces, le llega a poner en situaciones muy comprometidas. Su nombre nunca fue revelado durante toda la serie; sin embargo, en la película Bean (1997) el nombre del personaje aparece en el pasaporte como "Mr. Bean", utilizando la abreviatura "Mr." como primer y único nombre, mientras que en la película Las vacaciones de Mr. Bean (2007), su nombre fue escrito en el pasaporte como "Rowan Bean". Trabaja como vigilante en la Royal Gallery de Londres.
- Irma Gobb: (Matilda Ziegler) es un personaje que se acredita como "la novia" de Mr. Bean. Es atolondrada y asustadiza; siempre sabe reponerse tras los sustos e insultos de su extraña pareja. Le quiere mucho, a pesar de que su novio prefiere más sus regalos que sus propios cariños. Solo apareció en tres capítulos. Trabaja como profesora infantil.
- Teddy: es un oso de peluche y tal vez el mejor amigo de Mr. Bean. El pequeño oso pardo es una rareza de punto con ojos de botón y las extremidades en forma de salchicha, que invariablemente termina roto por la mitad o en varios otros estados de destrucción y desfiguración. Aunque Teddy es inanimado, Mr. Bean a menudo finge que está vivo.[6]
- El coche de Mr. Bean: un British Leyland Mini 1000, ha sido testimonio de muchas situaciones cómicas, como por ejemplo: Mr. Bean vistiéndose en él, conducirlo mientras está sentado en un sillón atado al techo, a partir de una serie de cerraduras y llaves, o intentar evitar una tasa de aparcamiento por la conducción a través de la entrada. Al principio, era un BMC Mini MK II naranja de 1969,(registro RNT 996H) pero este fue destruido en un accidente fuera de la pantalla al final del primer episodio. A partir de entonces, el coche era un modelo de 1976 (registro SLW 287R), con carrocería verde lima y capó negro.
- Al conducir su auto, en varios episodios Mr. Bean entra en conflicto con un auto de 3 ruedas, al que parece que odiara, es un Reliant Regal Supervan III color azul claro, registro GRA 26K

## Episodios

### Temporada 1 (1990-1995)
| #  | Título en inglés           | Título en España              | Título en Latinoamérica       | Emisión                  |
| -- | -------------------------- | ----------------------------- | ----------------------------- | ------------------------ |
| 1  | Mr. Bean                   | Mr. Bean                      | Mr. Bean                      | 1 de enero de 1990       |
| 2  | The Return of Mr. Bean     | El retorno de Mr. Bean        | El regreso de Mr. Bean        | 5 de noviembre de 1990   |
| 3  | The Curse of Mr. Bean      | La maldición de Mr. Bean      | La maldición de Mr. Bean      | 1 de enero de 1991       |
| 4  | Mr. Bean Goes to Town      | Mr. Bean va a la ciudad       | Mr. Bean va al pueblo         | 15 de octubre de 1991    |
| 5  | The Trouble with Mr Bean   | El problema de Mr. Bean       | El problema con Mr. Bean      | 1 de enero de 1992       |
| 6  | Mr. Bean Rides Again       | Mr. Bean cabalga de nuevo     | Mr. Bean pasea de nuevo       | 17 de febrero de 1992    |
| 7  | Merry Christmas, Mr. Bean  | Feliz Navidad, Mr. Bean       | Feliz Navidad, Mr. Bean       | 29 de diciembre de 1992  |
| 8  | Mr. Bean in Room 426       | Mr. Bean en la habitación 426 | Mr. Bean en el cuarto 426     | 17 de febrero de 1993    |
| 9  | Do-It-Yourself, Mr. Bean   | Hágalo usted mismo, Mr. Bean  | Hazlo tú mismo, Mr. Bean      | 10 de enero de 1994      |
| 10 | Mind the Baby, Mr. Bean    | Vigila al niño, Mr. Bean      | Vigila el bebé, Mr. Bean      | 25 de abril de 1994      |
| 11 | Back to School, Mr. Bean   | Mr. Bean vuelve a la escuela  | Vuelve a la escuela, Mr. Bean | 26 de octubre de 1994    |
| 12 | Tee Off, Mr. Bean          | Golpea, Mr. Bean              | Mr. Bean da el golpe          | 20 de septiembre de 1995 |
| 13 | Good Night, Mr. Bean       | Buenas noches, Mr. Bean       | Buenas noches, Mr. Bean       | 31 de octubre de 1995    |
| 14 | Hair by Mr. Bean of London | Peinados por Mr. Bean         | Pelos por Mr. Bean            | 15 de noviembre de 1995  |

### Episodios extra

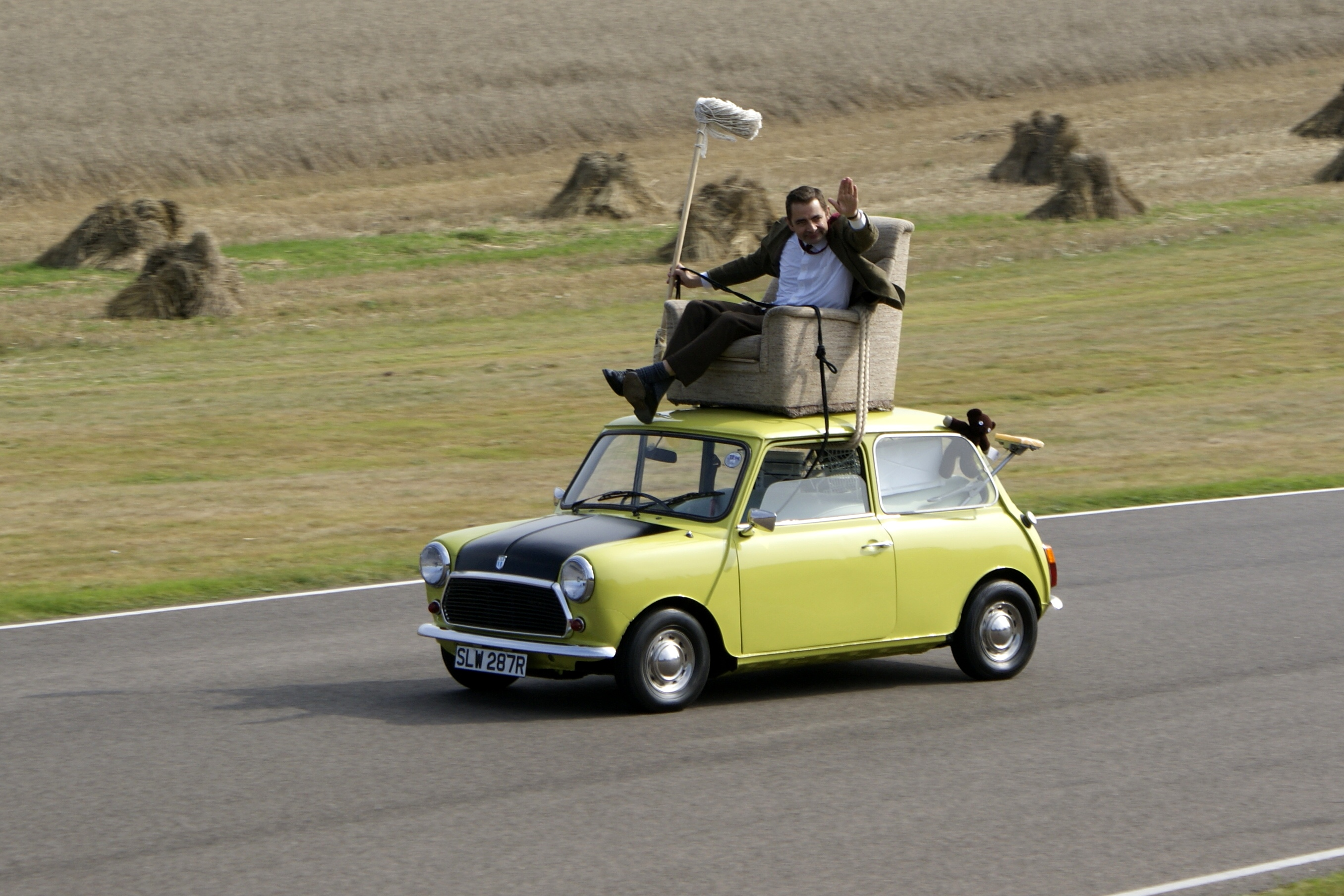
Rowan Atkinson, en una escena del episodio «Do-It-Yourself, Mr. Bean», en un Mini en el Circuito de Goodwood.

| # | Título en inglés          | Título en España        | Título en Latinoamérica             | Estreno |
| - | ------------------------- | ----------------------- | ----------------------------------- | ------- |
| 1 | The Bus Stop              | La parada de autobús    | La parada de colectivo              | 1992    |
| 2 | The Library               | La biblioteca           | La biblioteca                       | 1990    |
| 3 | The Best Bits of Mr. Bean | Lo mejor de Mr. Bean    | Los mejores golpes de Mr. Bean      | 1995    |
| 4 | Mr. Bean's Red Nose Day   | El día de la nariz roja | El día de la nariz roja de Mr. Bean | 1991    |
| 5 | Torvill and Bean          | Torvill y Bean          | Torvill y Bean                      | 1995    |
| 6 | Mr. Bean's Wedding        | La boda de Mr. Bean     | La boda de Mr. Bean                 | 2007    |
| 7 | Funeral                   | Funeral                 | Funeral                             | 2015    |

## La serie animada
Consta de 26 episodios de 24 minutos (en promedio); en un episodio se reúnen dos capítulos de 12 minutos (en promedio). Emitida por las cadenas autonómicas desde el año 2003 en España, está avalada por un éxito mundial con especial aceptación en Reino Unido, Alemania, Estados Unidos, Japón, Francia, Italia, Chile, Canadá y España.
Entre 2002 y 2003 se hicieron dos temporadas de la serie animada de Mr. Bean, en la cual cada emisión incluía dos episodios. También se lanzó un DVD con ocho capítulos de 10 minutos, los cuales están divididos en tres temporadas que reúnen 24 episodios. Cada DVD llevaba unos extras y un videojuego. Se lanzó en España en el año 2003.
En Hispanoamérica se emitió por el canal Boomerang y Cartoon Network. En Argentina fue emitida por Canal 13.

## Tema musical
Al tema musical, compuesto originalmente por Howard Goodall como una pieza de música coral sacra, se le modificó la letra específicamente para Mr. Bean, pues contiene la frase latina «Ecce homo qui est faba. Vale homo qui est faba»; es decir, «Mira al hombre que es un haba. Adiós al hombre que es un haba» («bean», en inglés, significa «haba»).
Además, en los separadores de una y otra parte de las dos que componen cada episodio, pueden escucharse pequeñas frases corales.
Cuando aparece el rotulo "Fin de la primera parte", puede escucharse, como fondo musical: "finis partis prima" e, inmediatamente, en el rotulo que anuncia la segunda parte se puede escuchar: "pars secunda".

## Otras apariciones
Rowan Atkinson ha manifestado en diversas oportunidades que no tenía intenciones de volver a interpretar al personaje. En 2011, durante la promoción de su película Johnny English Returns, señaló que Las vacaciones de Mr. Bean (2007) fue la última aparición de Mr. Bean, y explicó el porqué: 

Siempre he considerado a Mr. Bean como una figura sin edad, sin tiempo. No quiero que se vuelva viejo, y si sigo interpretándolo, entonces se va a volver más viejo, nos guste o no. Me gustaría recordar a Mr. Bean como era hace 5 o 10 años atrás pero lo podría retomar algún día.

```

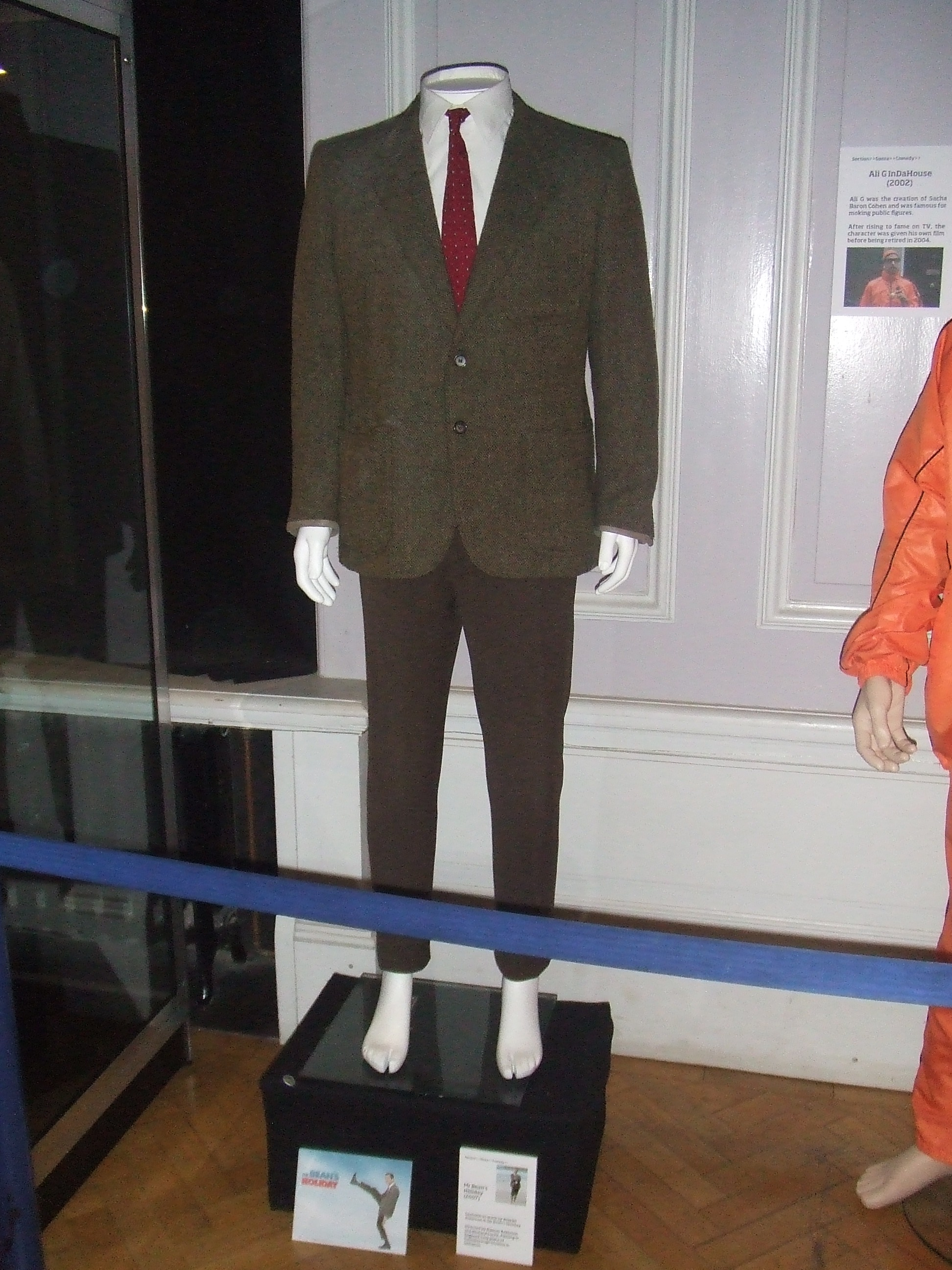
London Film Museum - Mr Bean

Sin embargo, el actor volvió a encarnar a su personaje en ciertas ocasiones especiales. 
```

### Juegos Olímpicos de Londres 2012
Atkinson volvió a interpretar el personaje durante la Ceremonia de apertura de los Juegos Olímpicos de Londres 2012, realizada el día 27 de julio de 2012 en dicha ciudad.
En el segmento en el que la Orquesta Sinfónica de Londres interpretaba el tema principal de la película Carros de fuego, Mr. Bean hizo su aparición tocando el piano, primero, y luego teniendo un sueño en el que corría a la par de atletas.
Su actuación fue ovacionada por el público presente y marcó uno de los momentos álgidos de la ceremonia.

### Cómic Relief
Aparte de la serie de televisión, Rowan Atkinson ha participado en algunos programas de Comic Relief (en Inglaterra), al cual volvió tras el estreno de Las vacaciones de Mr. Bean (Mr. Bean's Holiday, 2007) dando a aparecer a su personaje Mr. Bean en un sketch (como los de la serie de TV hasta 1995) titulado Mr. Bean's Wedding.

### Celebración por los 25 años del personaje
En el mes de septiembre del año 2014, el personaje cumplió veinticinco años, y con motivo de su celebración, apareció en un breve sketch publicado en su canal de YouTube, repitiendo el mismo gag que realizó en el episodio de la serie titulado "Hágalo usted mismo, Mr. Bean", donde conducía su coche, sentado en un sillón sobre el techo del mismo. En esta oportunidad, recorrió lugares emblemáticos de Londres, terminando el trayecto frente al Palacio de Buckingham.

### Sketch "Funeral"
En el 2015, Rowan Atkinson decidió retomar una vez más al personaje de Mr. Bean para realizar un sketch titulado "Funeral" durante aproximadamente ocho minutos.

## En la cultura popular
El éxito de la serie en gran parte del mundo le ha permitido al personaje asegurarse un lugar en el mundo de la cultura popular y las parodias, al igual que las series de Los Simpson y Family Guy. En particular, varias figuras de la política europea han sido comparadas (por lo general como una crítica) con el personaje, como por ejemplo, el ex primer ministro del Reino Unido Tony Blair (en la serie de animación estadounidense Los Simpson), el político británico Ed Miliband (en la tira cómica Las aventuras de Sr. Milibean de la revista Private Eye) y el ex presidente del Gobierno español José Luis Rodríguez Zapatero, quien, además, guarda un cierto parecido físico con el personaje y con el propio Atkinson.
También una imagen del personaje se convirtió en un fenómeno de Internet (conocido como meme), por lo general acompañada de la frase: "Si sabes a lo que me refiero".

## Premios
El primer episodio ganó la Rosa de Oro, así como otros dos premios principales en el Rose d'Or Festival de 1991 en Montreux. En el Reino Unido, el episodio "La maldición de Mr. Bean" fue nominado para un número de los premios BAFTA; "Mejor Programa de Entretenimiento" en 1991, "Mejor Comedia" (Programa o Serie) en 1991, y Atkinson fue nominado tres veces para el "Mejor Interpretación Light Entertainment" en 1991 y 1994.